# Auzette
L’Auzette est un ruisseau français coulant dans le département de la Haute-Vienne, en région Nouvelle-Aquitaine, et un affluent gauche de la Vienne, donc un sous-affluent de la Loire.

## Géographie
De 10,1 kilomètres de longueur, l'Auzette prend sa source au lieu-dit le Puy de Breix, situé au Sud-Est du hameau le Rouveix sur la commune de Saint-Just-le-Martel.
Elle passe ensuite dans la commune de Panazol en recevant plusieurs rus dont celui des Prades sur sa rive droite, et se dirige ensuite vers Feytiat en servant de limites communales avec Panazol.
Elle se jette dans la Vienne après avoir traversé plusieurs espaces verts — le parc du Bas-Fargeas, le parc du Mas-Rome et le parc de l'Auzette — dans le quartier des Ponts à Limoges. Le long de son cours, elle alimente notamment plusieurs petits plans d'eau, dont l'étang de Cordelas, qui est situé sur la commune de Panazol.

### La source
D'après des relevés exacts, la source est située à 380 m d'altitude dans une tourbière souterraine dont la surface est occupée par le haut d'un pré et dont la pente est tournée vers l'Est. Ce pré est situé en bordure du chemin rural C 218, chemin du Puy Parlier. Le ruisseau naissant à plus de 50 m en contrebas, contourne la colline par l'Est en perdant de l'altitude et se dirige vers le Nord-Nord-Ouest en passant sous la route départementale D 98a à 353 m d'altitude.
Un premier étang du Rouveix reçoit ses eaux puis un deuxième et le ruisseau se dirige plein Ouest en direction de Limoges, alimenté par de nombreux rus.

### Communes et cantons traversés
Dans le seul département de la Haute-Vienne, l'Auzette traverse les quatre communes suivantes, de l'amont vers l'aval de Saint-Just-le-Martel (source), Feytiat, Panazol, Limoges (confluence).
Soit en termes de cantons, l'Auzette prend source dans le canton de Saint-Léonard-de-Noblat, traverse le canton de Panazol, et conflue dans le canton de Limoges-7, le tout dans l'arrondissement de Limoges.

### Bassin versant
L'Auzette traverse une seule zone hydrographique « la Vienne du L040870 (NC) à la Valoine (NC) ». Les cours d'eau voisins sont au Sud la Valoine et la Roselle et à l'Est, l'Ouest et au Nord la Vienne.

## Affluents
L'Auzette a seulement deux petits affluents non nommés d'un kilomètre chacun :
- ? (rg) prenant sa source à Feytiat, confluent à Panazol
- ? (rg) sur la seule commune de Saint-Just-le-Martel

### Rang de Strahler
Son rang de Strahler est de deux.

## Aménagements et écologie

### Faune
De nombreuses espèces de poissons vivent surtout dans les étangs et plans d'eau situés sur le cours du ruisseau. L'écrevisse de Californie a été observée au lieu-dit « le Pont de Lavaud », en septembre 2011, se déplaçant sous l'eau, de pierre en pierre…
Une population d’écrevisses à pattes blanches a par ailleurs poussé le Ministère de l'Environnement et la région du Limousin à référencer la partie en amont de l’étang de Cordelas comme zone naturelle d'intérêt écologique, faunistique et floristique (ZNIEFF) numéro 57 de type I pour 73 hectares,.

## Galerie de photos

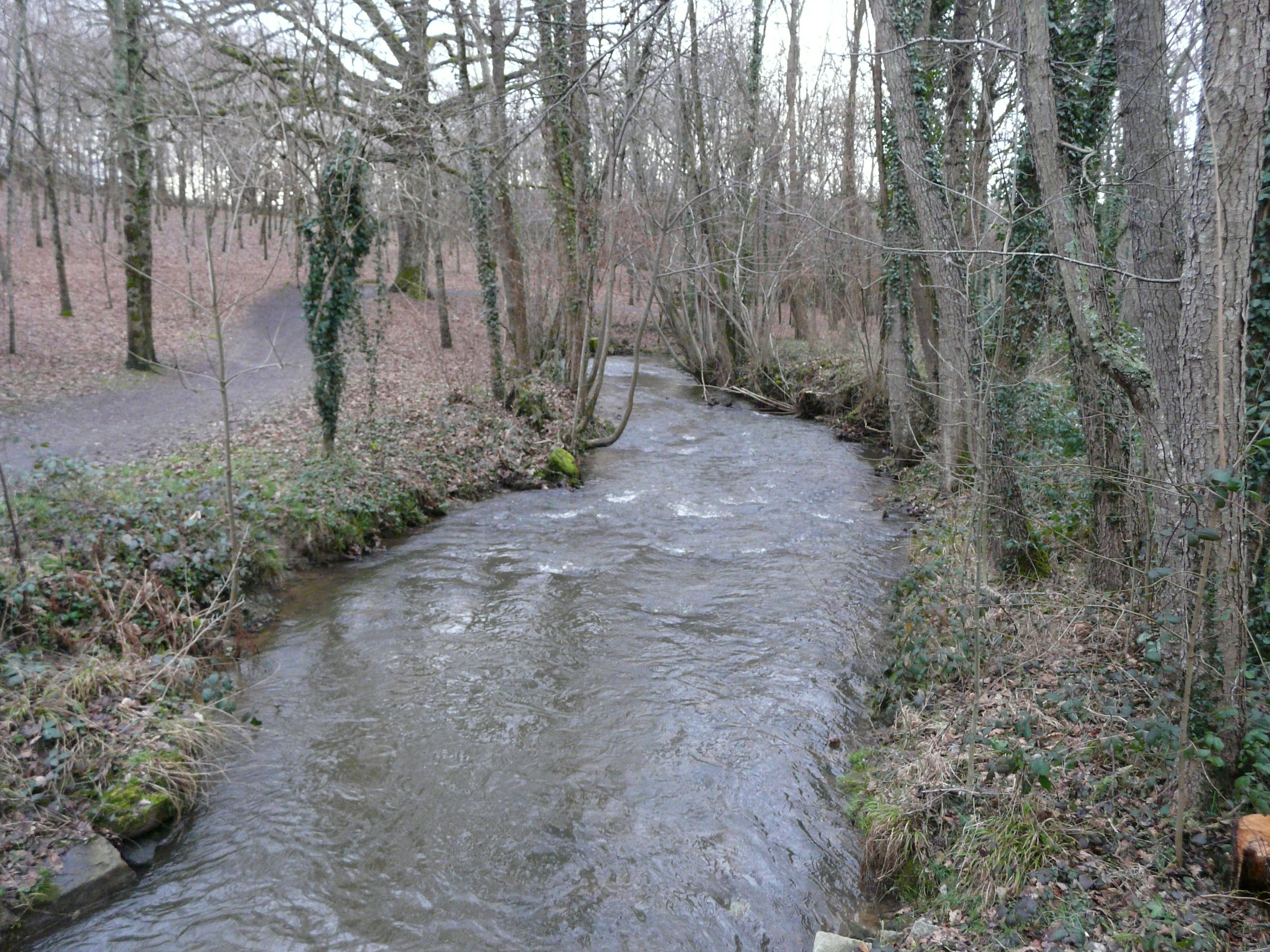
L'Auzette à Limoges dans le parc du Bas-Fargeas
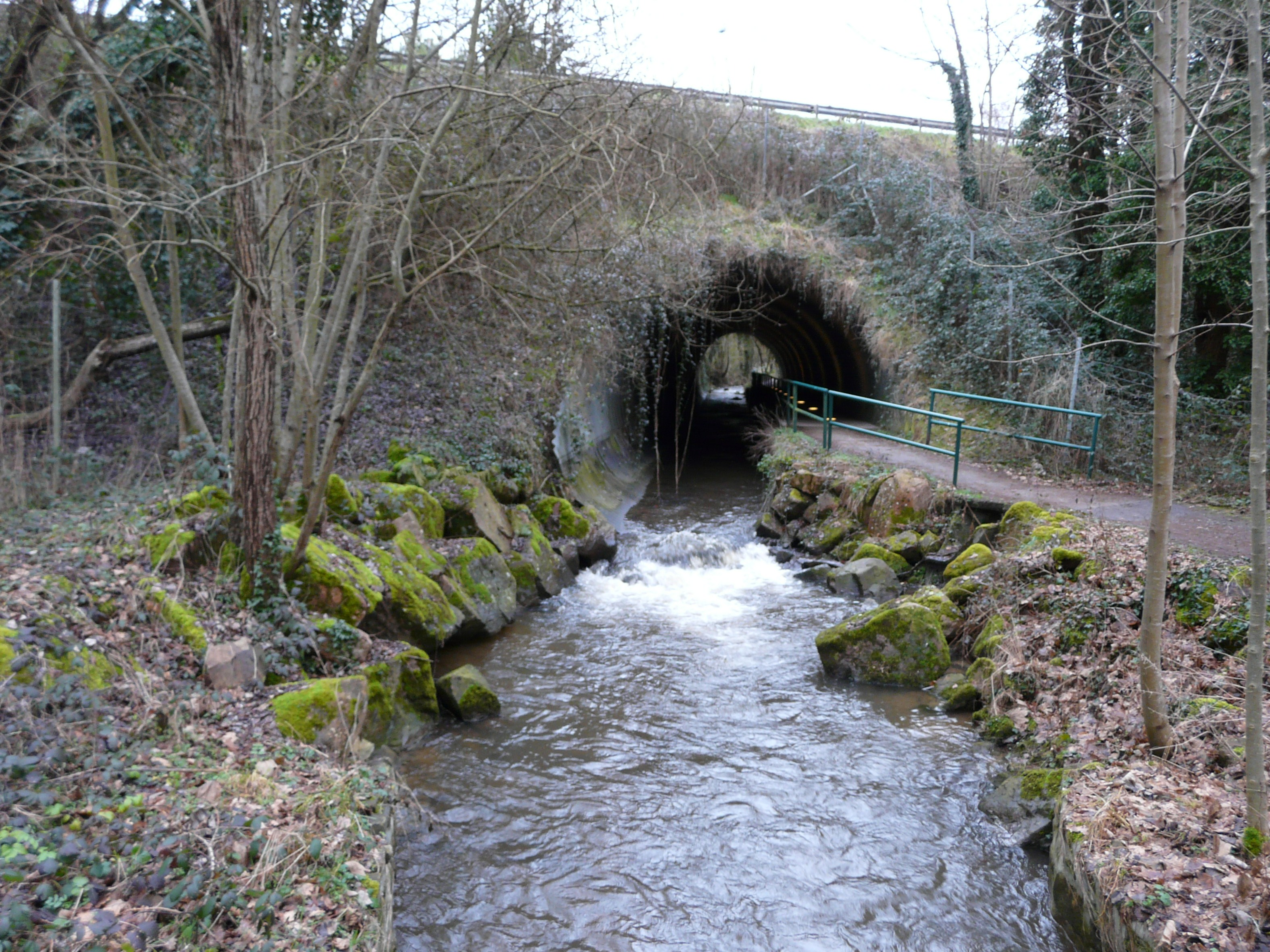
Voie piétonne souterraine dans le parc du Bas-Fargeas
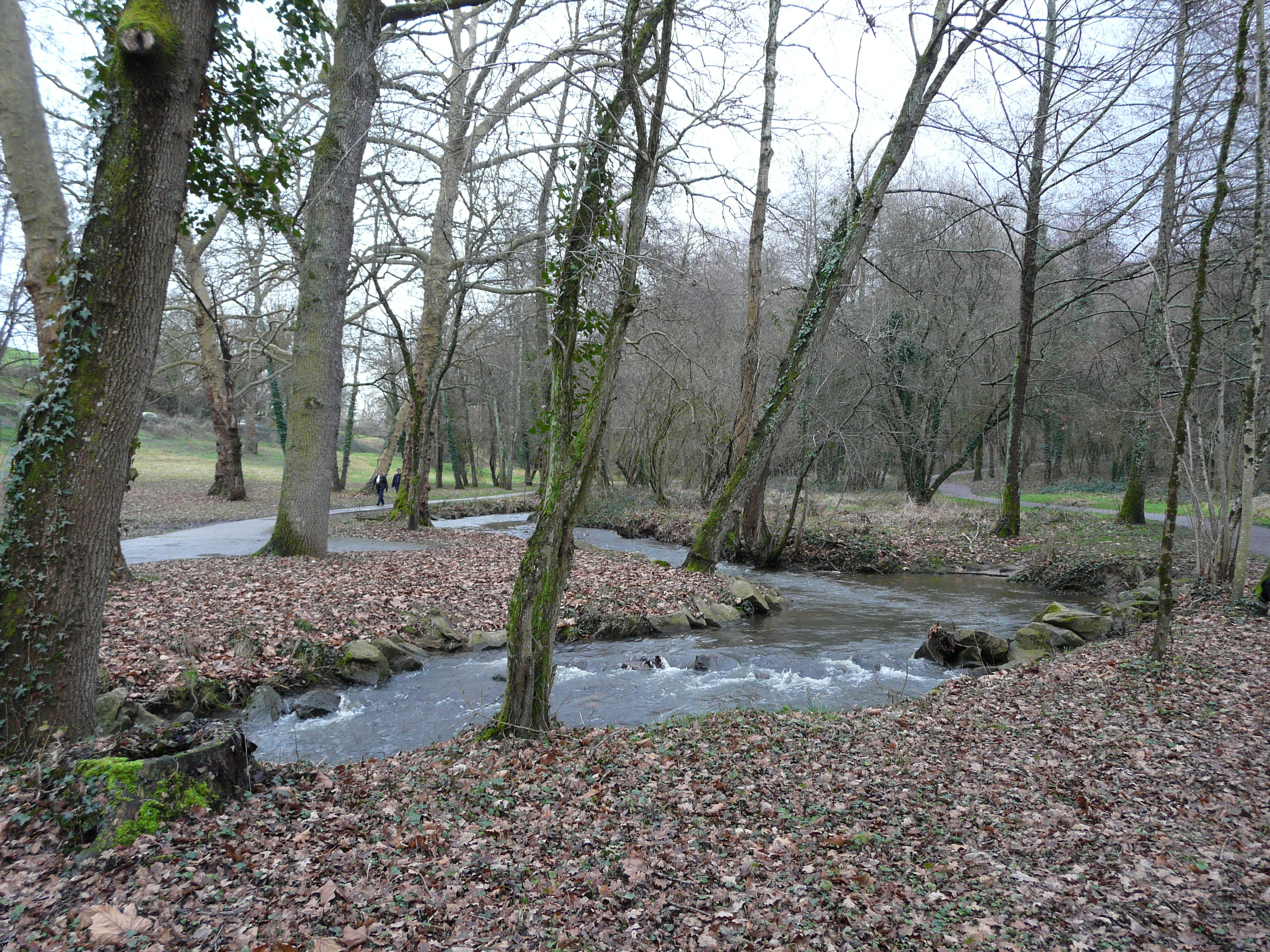
L'Auzette à Limoges dans le parc du Mas-Rome
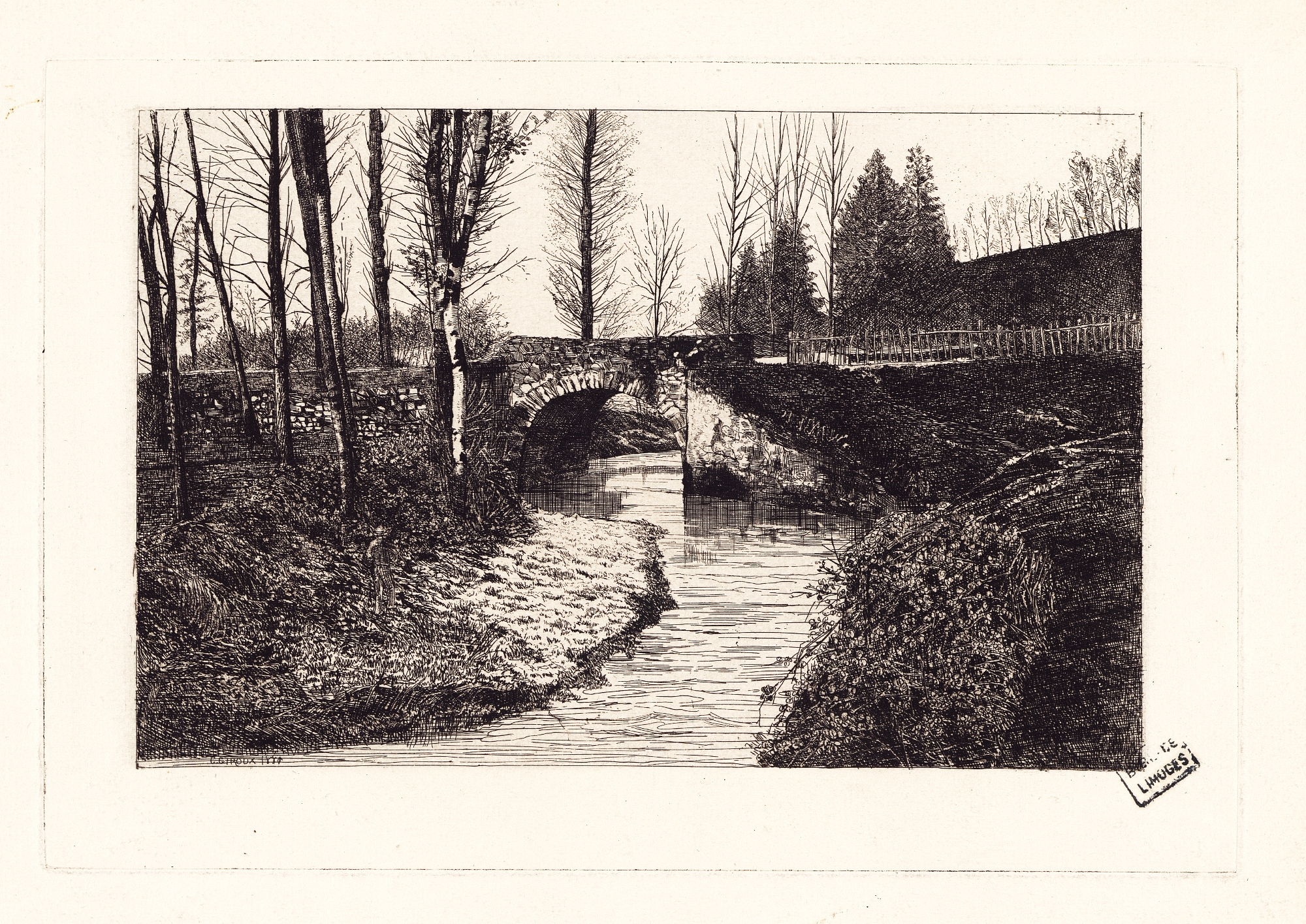
L'Auzette, par Charles Giroux, (XIXe siècle)
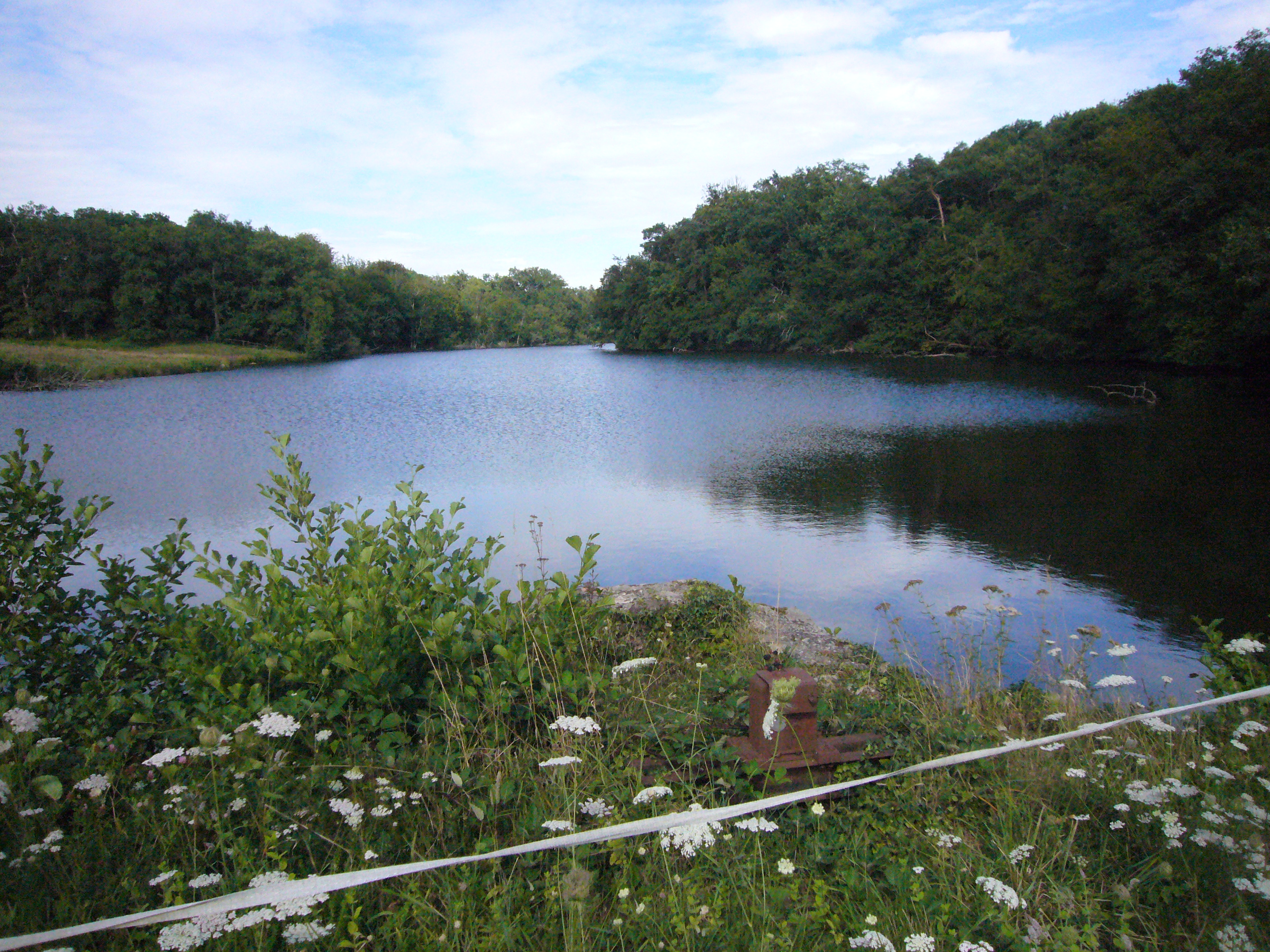
Étang de Cordelas à Panazol vue vers l'Est avec le trop plein sur la droite